# Hemisyntrachelus
Hemisyntrachelus — вимерлий рід дельфіновидих ссавців родини дельфінових.

## Викопні записи
Цей рід відомий у літописах скам'янілостей від останнього міоцену до четвертинного періоду (віковий діапазон: від 5.332 до 1.806 мільйонів років тому). Скам'янілості знайдені в морських товщах Італії, Нідерландів, у пласті Баія-Інглеса басейну Кальдери, Чилі та в скам'янілої формації Піско в Перу.

## Види
Наразі до цього роду були класифіковані такі види:
- Hemisyntrachelus cortesii Fischer 1829
- Hemisyntrachelus oligodon  Pilleri and Siber 1989
- Hemisyntrachelus pisanus Biannuci 1996

## Опис
Hemisyntrachelus cortesii жив приблизно три мільйони років тому (від 3.6 до 2.588 Ma). Його викопний скелет досягає в довжину ≈ 3 метрів, і він був знайдений тільки в Ла-Торацца, Італія. Цей вид демонструє проміжні характери між дельфіном-афаліною та косаткою. Харчується великою рибою та кальмарами.
Hemisyntrachelus oligodon жив від 7.246 до 5.332 мільйонів років тому. Скам'янілості були знайдені лише в формації Піско в Перу.
Hemisyntrachelus pisanus може досягати в довжину ≈ 5 метрів. Був широко розповсюджений у Середземному морі в міоцені. Скам'янілості були знайдені лише в Орчіано, у прибережному аргіллиті П'яченціа в Італії.

## Галерея

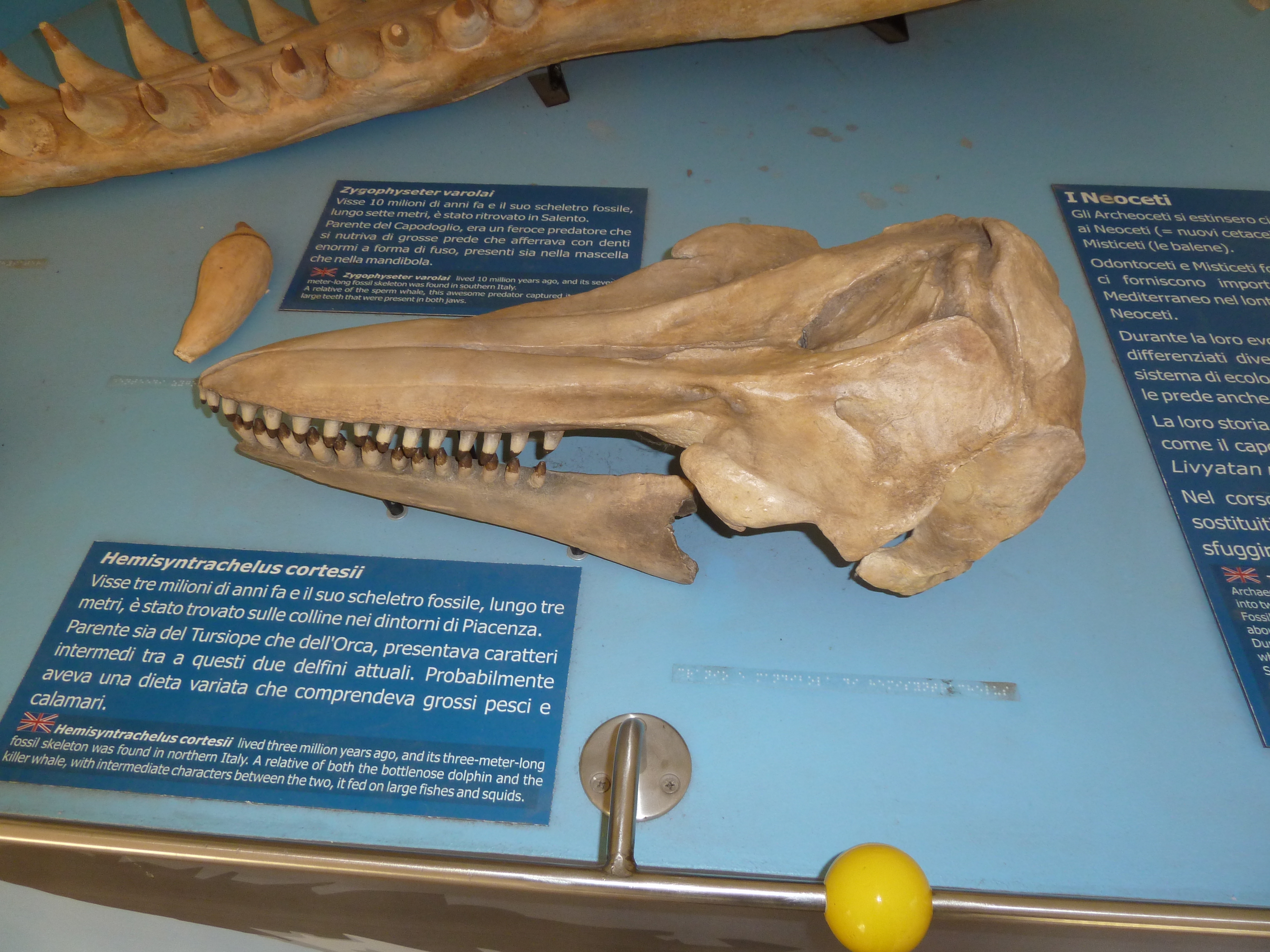
Зліпок черепа Hemisyntrachelus cortesii
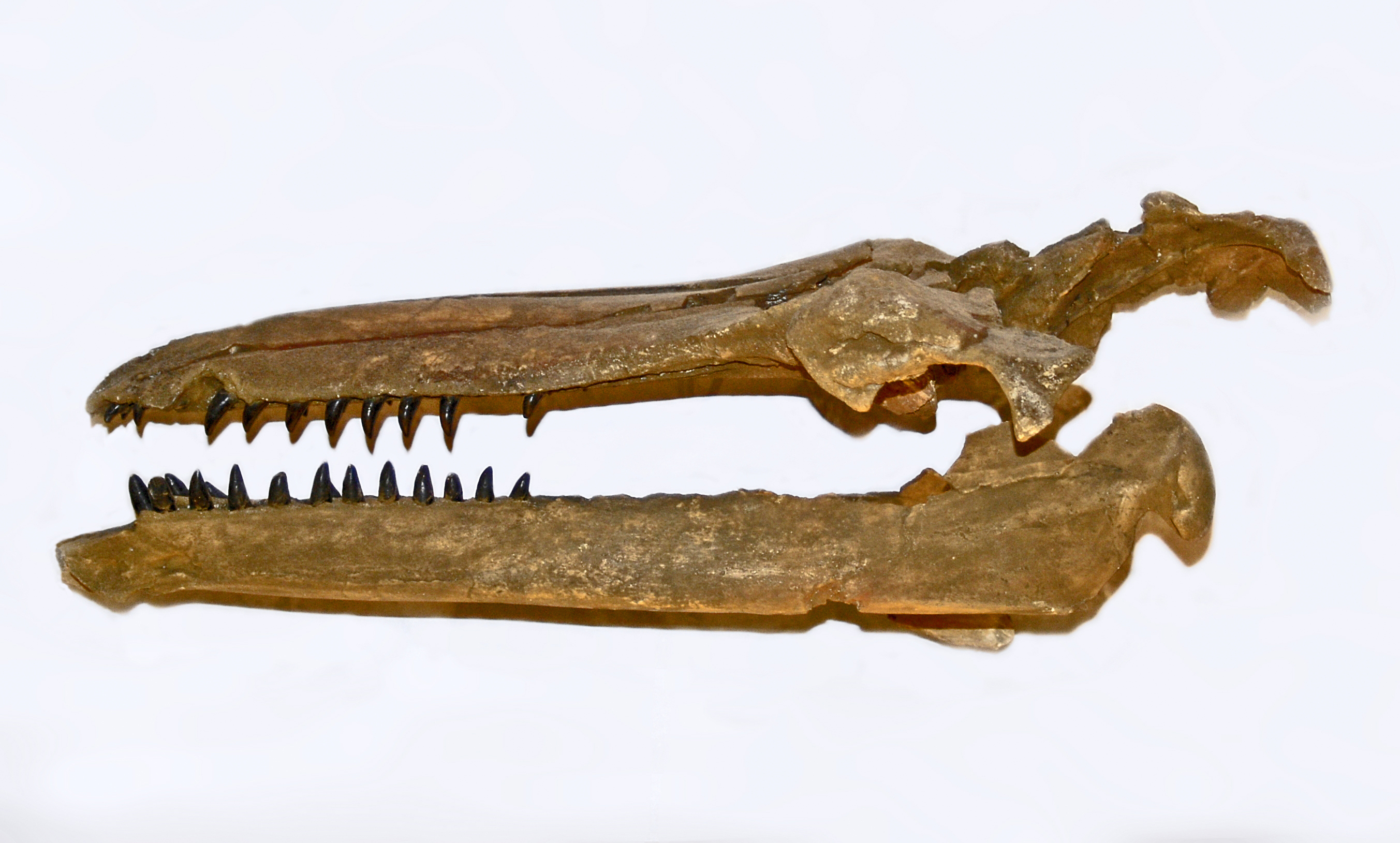
Зліпок черепа Hemisyntrachelus pisanus